# Pedro Passos Coelho
Pedro Manuel Mamede Passos Coelho (Coimbra, 24 luglio 1964) è un docente e politico portoghese, esponente del Partito Social Democratico.
È stato leader del PSD dal 2010 al 2018 non chè leader dell'opposizione due volte e primo ministro del Portogallo dal 2011 al 2015.

## Biografia
Ha vissuto l'infanzia in Angola per tornare in Portogallo dopo l'indipendenza del paese africano. Attivo in politica fin da giovane, Passos Coelho si laureò in economia nel 2001.
A marzo 2010 divenne leader del Partito Social Democratico. Alle elezioni anticipate dell'anno successivo Passos Coelho fu candidato premier. Dopo la vittoria del PSD, Passos Coelho è stato Primo ministro del Portogallo dal 21 giugno 2011 alla guida di un governo di coalizione con il Centro Democratico Sociale - Partito Popolare.
Il 4 ottobre 2015 si ripresenta candidato premier per la coalizione Portugal a Frente, che comprende PSD e CDS-PP. Essa però consegue il 36,86% e 102 seggi, in netto calo rispetto al 2011. Dopo una lunga serie di consultazioni e ipotesi, il Presidente della Repubblica Cavaco Silva conferisce il 27 ottobre l'incarico di formare il nuovo governo a Passos Coelho. Il 10 novembre, però, una mozione di sfiducia dei partiti di sinistra (PS, CDU e Bloco de Esquerda) e dall'unico deputato del PAN, fa cadere la coalizione di centro-destra. Resta comunque in carica per l'ordinaria amministrazione in attesa di una soluzione della crisi: tra gli ultimi atti vi è la definitiva privatizzazione di TAP Portugal, poi fermata in parte da António Costa.

### Vita privata
Dalla prima moglie Fátima Padinha, cantante del gruppo musicale Doce, ha avuto due figlie. Ha avuto una terza figlia dall'attuale moglie.